# Eumelepta
Eumelepta is een geslacht van kevers uit de familie bladkevers (Chrysomelidae).
De wetenschappelijke naam van het geslacht werd in 1892 gepubliceerd door Martin Jacoby.

## Soorten
- Eumelepta biplagiata Jacoby, 1892
- Eumelepta clypeata (Jacoby, 1900)
- Eumelepta discalis (Gressitt & Kimoto, 1963)
- Eumelepta variabilis (Gressitt & Kimoto, 1963)